# Clausicella floridensis
Clausicella floridensis là một loài ruồi trong họ Tachinidae.